# World in Motion
World in Motion ist das dritte Studioalbum des Schweizer Eurodance-Musikers DJ BoBo. Es wurde am 30. September 1996 unter EAMS veröffentlicht, erreichte eine Nummer-Eins-Platzierung in den Schweizer Albumcharts und verkaufte sich mehr als 725.000 mal. Das Album ist DJ BoBos weltweit kommerziell erfolgreichste Veröffentlichung und wurde von der US-amerikanischen Musikwebsite Allmusic mit vier von fünf möglichen Sternen ausgezeichnet.

## Titelliste
1. Respect Yourself
2. Pray
3. World in Motion
4. It’s My Life
5. Let Me Feel the Love
6. We Are Children
7. Midnight
8. Shadows of the Night
9. Don’t Stop the Music
10. For Now and Forever
11. Tell Me When
12. The Colour of Freedom
13. Interlude
14. Wonderful World
15. World in Motion (Gira el Mundo)

## Kommerzieller Erfolg

### Chartplatzierungen
| ChartsChartplatzierungen | Höchstplatzierung | Wochen |
| ------------------------ | ----------------- | ------ |
| Deutschland (GfK)        | 3 (52 Wo.)        | 52     |
| Österreich (Ö3)          | 2 (16 Wo.)        | 16     |
| Schweiz (IFPI)           | 1 (67 Wo.)        | 67     |

| ChartsJahrescharts (1996) | Platzierung |
| ------------------------- | ----------- |
| Deutschland (GfK)         | 56          |
| Schweiz (IFPI)            | 42          |

| ChartsJahrescharts (1997) | Platzierung |
| ------------------------- | ----------- |
| Deutschland (GfK)         | 61          |
| Schweiz (IFPI)            | 5           |

### Auszeichnungen für Musikverkäufe
| Land/Region        | Auszeichnungen für Musikverkäufe (Land/Region, Auszeichnung, Verkäufe) | Verkäufe |
| ------------------ | ---------------------------------------------------------------------- | -------- |
| Deutschland (BVMI) | Platin                                                                 | 500.000  |
| Österreich (IFPI)  | Gold                                                                   | 25.000   |
| Polen (ZPAV)       | Gold                                                                   | 50.000   |
| Schweiz (IFPI)     | 2× Platin                                                              | 100.000  |
| Ungarn (MAHASZ)    | Platin                                                                 | 50.000   |
| Insgesamt          | 2× Gold · 6× Platin ·                                                  | 865.000  |